# Clã Boyd
O Clã Boyd é um clã escocês da região das Terras Baixas do distrito de Ayrshire, Escócia.
O atual chefe é Robin Boyd, 8º Barão de Kilmarnock.